# مذبحة إبادة جماعية
ظهر مصطلح مذبحة إبادية (بالإنجليزية: Genocidal massacre)‏ بواسطة ليو كوبر (1908-1994) لوصف الحوادث التي تحتوي على عنصر الإبادة الجماعية ولكنها ارتكبت على نطاق أصغر عند مقارنتها بالإبادات الجماعية مثل الإبادة الجماعية في رواندا. يصنف آخرون مثل روبرت ميلسون، الذي يقوم أيضًا بتمييز مماثل، المجازر الإبادة الجماعية باعتبارها "إبادة جماعية جزئية".
في كتابه "الدم والتربة" يذكر بن كيرنان أن القوى الإمبريالية ارتكبت في كثير من الأحيان مذابح إبادة جماعية للسيطرة على الأقليات الصعبة داخل إمبراطورياتها. على سبيل المثال، يصف تصرفات الفيلقين الرومانيين اللذين تم إرسالهما إلى مصر في عام 68 م من أجل قمع اليهود الذين كانوا يقومون بأعمال شغب في الإسكندرية دعماً لليهود الذين كانوا يشاركون في الحرب اليهودية الرومانية الأولى . أمر الحاكم الروماني تيبيريوس يوليوس ألكسندر فيلقين بمذبحة سكان الحي اليهودي، وقد تم تنفيذ المذبحة بحذافيرها، ولم يرحم أحداً مهما كان عمره أو جنسه. انتهت المذبحة بعد مقتل حوالي 50 ألف شخص عندما سمع الإسكندر توسلات بعض الذين لم يُقتلوا بعد، وشعر بالشفقة عليهم وأمر بإنهاء عمليات القتل.
يشير كيرنان إلى أنه في رأيه، لا ينبغي للدولة أن تنظم عمليات القتل، مثل الإبادة الجماعية. ودعماً لرأيه، يصف عدة حوادث:
- المذبحة في كهف فرانسيس لجميع سكان جزيرة إيج على يد أعضاء عشيرة ماكليود في فرقة غارة من جزيرة سكاي في عام 1577 والغارة الانتقامية في العام التالي عندما أحرق أعضاء عشيرة ماكدونالد جماعة ماكليود حتى الموت في كنيسة ترامبان ، والتي أعقبتها على الفور تقريبًا معركة السد المفسد .[5]
- في 27 فبراير2002، اندلعت مشادة كلامية في قطار للحجاج الهندوس (العائدين من أيوديا ) مع الباعة المسلمين على المنصة التي توقف فيها القطار، مما أدى إلى حرق القطار (يعتقد أنه حريق عرضي ولكن يزعم أنه حريق متعمد) مما أسفر عن مقتل 59 شخصاً (9 رجال، 25 امرأة، 25 طفلاً). في اليوم التالي، واليومين التاليين، تسببت أعمال الشغب في ولاية غوجارات في مقتل 790 مسلمًا و254 هندوسيًا.

يذكر كيرنان أن بعض المجازر الإبادة الجماعية تُرتكب ضد مجموعات لا تشملها اتفاقية الإبادة الجماعية - مثل كونها عضوًا في حزب سياسي أو طبقة اجتماعية - ولكنها مشمولة بالقوانين المحلية والمعاهدات الدولية التي تجرم الجرائم ضد الإنسانية . ومع ذلك، فهو يعترف بأن المجازر ضد مجموعات أخرى غير تلك المذكورة في اتفاقية الإبادة الجماعية، والتي لم يكن لدى مرتكبيها نية محددة لارتكاب الإبادة الجماعية، تشكل منطقة رمادية.
يشير ويليام شاباس إلى أن المجازر الإبادة الجماعية هي جرائم جنائية بموجب القانون الدولي باعتبارها جريمة ضد الإنسانية، وخلال نزاع مسلح بموجب قوانين الحرب. مع ذلك، فإنه يشير إلى أن الملاحقات الدولية للأفعال الفردية لا يغطيها نظام روما (الذي أدى إلى إنشاء محكمة العدل الدولية ) لأن الجرائم ضد الإنسانية يجب أن تكون "واسعة النطاق أو منهجية" وعادة ما يتعين على جرائم الحرب أن يكون لها عتبة أعلى من الجريمة الفردية "خاصة عندما ترتكب كجزء من خطة أو سياسة أو كجزء من ارتكاب واسع النطاق لمثل هذه الجرائم". 
إيرفينج لويس هورويتز ينتقد نهج كوبر، ويستشهد باستخدام كوبر لمصطلح المذبحة الإبادية لوصف العنف بين الطوائف أثناء تقسيم الهند وأثناء الاضطرابات في أيرلندا الشمالية. يقول هيرش "إن الحديث عن هذه باعتبارها إبادة جماعية في سياق المنافسة والصراع الديني يهدد بتخفيف مفهوم الإبادة الجماعية ومساواته بأي صراع بين الجماعات القومية أو الدينية أو العرقية".

## مفاهيم المذبحة
هذه قائمة بالتعريفات العلمية للمذبحة الإبادية، وهي العبارة التي صاغها ليو كوبر.
زعم كوبر أنه من المهم الاحتفاظ بالمفهوم الأساسي للقتل الإبادي الجماعي، وأنه ليس من المفيد إنشاء تعريفات جديدة تمامًا عندما يوجد تعريف معترف به دوليًا واتفاقية إبادة جماعية قد توفر الأساس لبعض الإجراءات الفعالة، وزعم أن كل القتل الجماعي هو في الأساس إبادة جماعية، ولكن في الوقت نفسه يمكن إضافة كلمة مذبحة لنقل نطاق أكثر محدودية من القتل الجماعي.
| 1982 | ليو كوبر      | المذابح الإبادة الجماعية، والتي تتجلى بشكل مميز في إبادة جزء من مجموعة ما - رجال ونساء وأطفال، كما هو الحال على سبيل المثال في محو قرى بأكملها.                  |
| 1994 | إسرائيل شارني | القتل الجماعي كما هو محدد في التعريف العام للإبادة الجماعية ، ولكن حيث يكون القتل الجماعي على نطاق أصغر، أي أن أعدادًا أقل من البشر يُقتلون.                       |
| 2007 | بن كيرنان     | تتضمن هذه الفئة السابعة، التي لم يتم تحديدها في اتفاقية عام 1948، حوادث قتل أقصر ومحدودة موجهة ضد مجتمع محلي أو إقليمي محدد، مستهدفة بسبب عضويته في مجموعة أكبر. |